# Ariadna kolbei
Espèce
Ariadna kolbei est une espèce d'araignées aranéomorphes de la famille des Segestriidae.

## Distribution
Cette espèce est endémique du Cap-Oriental en Afrique du Sud,.

## Description
La femelle holotype mesure 14,25 mm.

## Étymologie
Cette espèce est nommée en l'honneur de Friedrich Carl Kolbe (1854-1936).

## Publication originale
- Purcell, 1904 : Descriptions of new genera and species of South African spiders. Transactions of the South African Philosophical Society, vol. 15, p. 115-173 (texte intégral).